# Aktach (rivière)
Pour l’article homonyme, voir Aktach.
L'Aktach (Акташ) est une rivière du Daghestan (fédération de Russie) d'une longueur de 156 kilomètres qui prend sa source sur la pente nord-est du mont Souassi-Meïer à 2 300 mètres d'altitude, dans le raïon (district) de Kazbek, et se jette dans le Soulak, à cinq kilomètres du village de Piatiletka (raïon de Khassaviourt) par le canal de la route d'Aktach. Un tiers de son cours se déroule dans des zones montagneuses.

## Histoire
Si les Kumyks sont peut-être les derniers nouveaux venus sur les rives de la rivière Aktash, alors les Lezgins et les Tchétchènes vivent probablement dans son cours supérieur depuis des temps immémoriaux. Dans de telles conditions, où pourrait avoir lieu une dispute plus acharnée entre les conquérants de l'avion et les habitants des montagnes, sinon aux portes barrant la route aux deux tribus caucasiennes les plus courageuses, les Lezgins et les Tchétchènes.

## Affluents
Parmi ses affluents, l'on peut distinguer les rivières suivantes : Tsyrki-Kal, Sala-Sou, Yaryk-Sou et Aksaï.

## Source
- (ru) Cet article est partiellement ou en totalité issu de l’article de Wikipédia en russe intitulé « Акташ (река) » (voir la liste des auteurs).